# HD 34255
HD 34255，又名BD+62 742，SAO 13460、HR 1720，是一颗恒星，视星等为5.61，位于銀經148.85，銀緯14.29，其B1900.0坐标为赤經5h 11m 2.3s，赤緯+62° 14.29′ 49″。